# Болгарево
Болгаре́во (болг. Българево) — село в Болгарии. Расположено на побережье Чёрного моря. Находится в Добричской области, входит в общину Каварна. Население составляет 1358 человек.

## Религия
В Болгареве проживают православные христиане. В селе есть две церкви (церковь Михаила Архангеля и церковь Апостола Петра и Павла) и монастырь Святой Екатерины.

## Ежегодные праздники
8 ноября ежегодно в селе отмечают день Михаила Архангела.

## Известные люди
- Урумов, Николай Георгиев[болг.] (1963 — актёр театра и кино.